# 마사게타이족
마사게타이족(고대 그리스어: Μασσαγέται)은 고대 이란족의 유목연맹체이자 중앙아시아 스텝 지대의 반농반목(半農半牧) 집단이다. 기원전 7세기부터 기원전 4세기 사이에 카스피해 북동부 연안, 시르다리야강 하류 지역에 걸쳐 거주하던 유목민 집단으로서, 시르다리야강 하류 지역에 관련 유적이 남아 있다. 이들은 동부 이란어군을 사용하면서 스키타이 문화를 형성했는데, 스키타이족, 사카, 다하에와 같은 계통이거나 그 일부에 속했던 집단이라는 가설이 전한다.
헤로도토스의 저서에 따르면, 스키타이족은 이들의 공격에 못 견디어 볼가강을 건너 서천(西遷)하였다고 한다. 기원전 530년에는 이 집단의 여왕이 아락스강(Araks) 북안에서 아케메네스 왕조의 키루스 2세의 원정군을 격파하고 키루스 2세를 살해했다고도 전한다. 말을 희생물로 삼는 의례와 공처제(共妻制), 고령자에 대한 식인 폐습 등의 풍속이 있었던 것으로 알려지고 있다.

## 같이 보기
- 인도-스키타이
- 게타이족